# Fontanna z Sową w Lwówku Śląskim
Fontanna z Sową – najnowsza i najmniejsza fontanna spośród trzech zlokalizowanych na płycie lwóweckiego rynku. Fontanna wykonana jest z piaskowca. Autorem tej fontanny jest znany niemiecki architekt Hans Poelzig. Fontanna z Sową stoi w najbardziej reprezentacyjnej części Lwówka Śląskiego – w centralnej części rynku miejskiego, przy pl. Wolności.

## Historia
Fontanna mieści się w południowo-wschodnim narożniku ratusza. Powstała w czasie prac renowacyjnych lwóweckiego ratusza, które zostały przeprowadzone w pierwszej połowie XX wieku przez Hansa Poelziga. Fontanna z Sową jest przykryta owalnym daszkiem, u podłoża zamieszczono niski murek, który otacza miskę fontanny. Na szczycie fontanny zamontowano rzeźbę sowy, od której wywodzi się nazwa tego miejsca.